# Ilex scutiiformis
Ilex scutiiformis är en järneksväxtart som beskrevs av Reiss. Ilex scutiiformis ingår i släktet järnekar, och familjen järneksväxter. Inga underarter finns listade i Catalogue of Life.